# Language Days at the UN
Language Days at the UN (w wolnym tłumaczeniu: Dni języków w ONZ) – święto poświęcone sześciu oficjalnym językom Organizacji Narodów Zjednoczonych, obchodzone w różnych terminach:
1. 20 marca – język francuski (UN French Language Day(inne języki))
2. 20 kwietnia – język chiński (UN Chinese Language Day(inne języki))
3. 23 kwietnia – język angielski (UN English Language Day(inne języki))
4. 6 czerwca – język rosyjski (UN Russian Language Day(inne języki))
5. 12 października – język hiszpański (UN Spanish Language Day(inne języki))
6. 18 grudnia – język arabski (UN Arabic Language Day(inne języki))